# C·道格拉斯·狄龙
克拉伦斯·道格拉斯·狄龙（英語：Clarence Douglas Dillon，1909年8月21日—2003年1月10日），美国金融家、外交家、政治家，美国共和党人，曾任美国驻法国大使（1953年-1957年）和美国财政部长（1961年-1965年）。

## 生平
狄龙出生于瑞士日内瓦，是克拉伦斯·狄龙和安妮·麦克尔丁·道格拉斯·狄龙的儿子。狄龙成长于贵族家族，但其祖父塞缪尔·拉波夫斯基是一个贫穷的犹太人，美国内战后从波兰移民到得克萨斯州。狄龙的父亲将家族的姓改成了其祖母的娘家姓。狄龙的母亲安妮·道格拉斯是苏格兰斯特灵移民的后裔。
狄龙在新泽西州大洋县莱克赫斯特的派因·洛奇学校开始接受教育，同时在校的还有纳尔逊·洛克菲勒、劳伦斯·洛克菲勒和约翰·洛克菲勒三兄弟。狄龙先后就读于马萨诸塞州格罗顿学校和哈佛大学，并在1931年获得文学学士
1938年，狄龙成为其父亲拥有的狄龙里德公司的副总裁和主管。第二次世界大战中，狄龙加入美国海军并在关岛、塞班岛和菲律宾等地作战，退役时授少校军衔。1946年，狄龙成为狄龙里德公司主席。
自1934年，狄龙开始在共和党内表现活跃。1948年美国总统大选期间，狄龙为托马斯·E·杜威竞选阵营的约翰·福斯特·杜勒斯服务。1951年，狄龙在新泽西州为德怀特·D·艾森豪威尔参加1952年美国总统大选共和党党内初选组织了造势活动，同时也为艾森豪威尔参加全国大选作出了重要的贡献。
1953年，艾森豪威尔总统任命狄龙为美国驻法国大使。1958年，狄龙担任主管经济、商业和农业的美国副国务卿，次年又升任第一副国务卿。
1961年，民主党总统约翰·F·肯尼迪任命共和党人狄龙为美国财政部长。肯尼迪遇刺后，狄龙继续在林登·B·约翰逊内阁担任财长直至1965年。狄龙提议的关税及贸易总协定第五次关税谈判在瑞士日内瓦举行，也被称为“狄龙回合”。
作为约翰·D·洛克菲勒三世的密友，狄龙在1972年至1975年间担任了洛克菲勒基金会的主席。此外，狄龙还担任了哈佛大学监事会主席、布鲁金斯学会主席和美国对外关系委员会副主席。
狄龙与第一任妻子爱好收藏印象派作品。狄龙长期担任大都会艺术博物馆董事并曾任董事长。狄龙个人向博物馆捐赠了2000万美元并通过组织募款活动使之上升到1亿美元。
1989年，狄龙获得总统自由勋章。

## 婚姻
1931年3月10日波士顿，狄龙与第一任妻子菲莉斯·切斯·埃尔斯沃思成婚，婚后育有二女：菲莉斯·埃尔斯沃思·狄龙和琼·道格拉斯·狄龙。埃尔斯沃思于1982年6月20日去世。
1983年，狄龙与第二任妻子苏珊·塞奇结婚。